# Bozoó
Bozoó és un municipi de la província de Burgos a la comunitat autònoma de Castella i Lleó. Forma part de la Comarca de l'Ebro. Inclou els nuclis de Bozoo, Portilla i Villanueva Soportilla.

## Demografia
| 1991 |  | 1996 |  | 2001 |  | 2004 |
| ---- |  | ---- |  | ---- |  | ---- |
| 109  |  | 105  |  | 117  |  | 110  |